# Dieksand
Dieksand oder Dieksander Hallig ist eine ehemalige, zunächst unbewohnte Hallig in der Meldorfer Bucht im schleswig-holsteinischen Kreis Dithmarschen. Sie entwickelte sich aus natürlicher Landgewinnung und wurde später eingedeicht. Heute bildet sie die Westspitze des Friedrichskoogs.

## Geschichte
Die Hallig bildete sich im 16. Jahrhundert. Erstmals wurde 1818 mit der Eindeichung begonnen, blieb aber nur bis zur Februarflut 1825 erhalten. Bei der Eindeichung des Frederik-VII.-Koogs (ursprünglicher Name des Friedrichskoogs) im Jahr 1854/1855 wurde Dieksand in diesen einbezogen und dadurch mit dem Festland verbunden.
Der Name lebt fort im Dieksanderkoog, einem Ortsteil von Friedrichskoog.